# Distrito de Muzaffarnagar
Muzaffarnagar (en hindi; मुज़फ़्फ़रनगर ज़िला, urdu; مُظفٌر نگر ضلع) es un distrito de India en el estado de Uttar Pradesh. Código ISO: IN.UP.MU.
Comprende una superficie de 4 008 km².
El centro administrativo es la ciudad de Muzaffarnagar.

## Demografía
Según censo 2011 contaba con una población total de 4 138 605 habitantes.